# Perfect Strangers (1945)
Perfect Strangers is een Britse film uit 1945 onder regie van Alexander Korda. Destijds werd de film in Nederland uitgebracht onder de titel Huwelijksvacantie. Ook staat het bekend onder de titel Vacation from Marriage.

## Verhaal
Robert en Catherine Wilson vormen een timide huwelijkskoppel. Hij werkt als boekhouder en zij is een verveelde huisvrouw. Ze zijn al vier jaar getrouwd als hij zich aanmeldt bij de marine, met als doel te vechten aan het front tijdens de Tweede Wereldoorlog. Ondanks haar eeuwige verkoudheden, waardoor ze veel tijd doorbrengt in bed, besluit ook zij te werken voor de marine bij de vrouwenafdeling. Drie jaren lang leven ze afgezonderd van elkaar en drastische veranderingen hebben plaatsgevonden in deze periode. Ooit waren ze een rustig en verlegen koppel, maar nu bruisen ze van de levenslust en zelfverzekerdheid.
Beiden gaan ervan uit dat hun partner nog net zoals ervoor is. Cathy beschrijft haar echtgenoot als een saaie man en Robert vertelt zijn collega's dat zij zeer afhankelijk van hem is. Ze raakt bevriend met de spontane Dizzy Clayton en voelt zich langzamerhand aangetrokken tot haar neef Richard. Hij verklaart haar zelfs de liefde, maar Cathy besluit trouw te blijven aan haar man. Ondertussen krijgt Robert een stoerder imago. Op zee komt zijn schip te zinken en dagenlang roeit hij rond in een sloep met een verbrijzelde hand. Hij wordt in een ziekenhuis verzorgd door de zuster Elena.
Hij valt als een blok voor haar, maar zij vertelt hem tijdens een afspraak dat ze haar man zes maanden geleden is verloren en niet toe is aan een nieuwe man in haar leven. Hierna besluiten Robert en Cathy voor het eerst in tijden af te spreken. Ze reizen allebei naar Londen. Dit doen ze met tegenzin, omdat ze opzien tegen een terugkeer naar hun oude levensstijl. Toch voelt Robert zich gekwetst als Cathy hem via de telefoon vertelt niet meer van hem te houden. 's Nachts spreken ze af op straat en komen tot een overeenstemming van elkaar te scheiden.
Ze gaan vervolgens naar een café en zijn gechoqueerd om te zien hoe ze zijn veranderd. Ze herenigen zich met elkaar, maar dit is maar voor korte duur. Hun oude vrienden onthullen hoe ze elkaar hebben beschreven bij vrienden, met als gevolg dat Cathy razend wegstormt. Later die nacht ontmoeten ze elkaar voor een tweede keer in hun appartement. Samen kijken ze naar de chaotische stad en realiseren ze zich hoeveel ze van elkaar houden. De film eindigt met een zoen tussen de twee.

## Rolverdeling
| Acteur             | Personage         |
| ------------------ | ----------------- |
| Robert Donat       | Robert Wilson     |
| Deborah Kerr       | Cathy Wilson      |
| Glynis Johns       | Dizzy Clayton     |
| Ann Todd           | Elena             |
| Roland Culver      | Richard           |
| Elliott Mason      | Mevrouw Hemmings  |
| Eliot Makeham      | Mijnheer Staines  |
| Brefni O'Rorke     | Mijnheer Hargrove |
| Ivor Barnard       | Apotheker         |
| Henry B. Longhurst | Marineofficier    |
| Bill Shine         | Webster           |
| Billy Thatcher     | Essex             |
| Brian Weske        | Gordon            |
| Rosamund Taylor    | Irene             |
| Harry Ross         | Bill              |

## Achtergrond
Aanvankelijk zou Wesley Ruggles de film regisseren. Hij was echter niet tevreden over het scenario en werd in mei 1944 vervangen door Alexander Korda. Korda stemde ermee in verscheidene films voor de Metro-Goldwyn-Mayer te maken, maar Perfect Strangers is de eerste en laatste film die hij maakte voor de Amerikaanse filmstudio. De film werd gedeeltelijk opgenomen in Schotland, maar het merendeel van de draaidagen vonden plaats in Londen. De toen nog recente schade die werd aangericht tijdens de Tweede Wereldoorlog werd gebruikt als beeldmateriaal.
De film liep echter veel vertragingen op. Korda wilde de film daarnaast zo mooi mogelijk maken, met als gevolg dat het budget veel groter was dan gehoopt. Het actuele onderwerp zorgde ervoor dat de film een groot succes werd in zowel Groot-Brittannië als de Verenigde Staten. Deborah Kerr maakte hiermee haar debuut bij Metro-Goldwyn-Mayer. Studiobaas Louis B. Mayer zag de film en maakte er zijn persoonlijke missie van een ster van haar te maken. Al snel kreeg Kerr hoofdrollen in grootse films en groeide ze inderdaad uit tot een bekendheid. Schrijfster Clemence Dane mocht een Oscar in ontvangst nemen voor het scenario.